# Cawitali
Cawitali is een bestuurslaag in het regentschap Tegal van de provincie Midden-Java, Indonesië. Cawitali telt 3143 inwoners (volkstelling 2010).